# Leonardo Farinelli
Leonardo Farinelli (San Gregorio da Sassola, 14 dicembre 1940) è un bibliotecario, storico e giornalista italiano.

## Biografia
Allievo dei Marianisti, frequenta il Liceo ginnasio Amedeo di Savoia a Tivoli e nel 1968 si laurea in scienze politiche presso l'Università "La Sapienza" di Roma, discutendo una tesi su Paolo Maria Paciaudi, fondatore della Biblioteca Parmense e riformatore degli studi (1768), relatore il prof. Franco Valsecchi.
Dal 1964 al 2007 ha lavorato presso la Biblioteca Palatina di Parma, dirigendola dal 1991 al 2007. Quale commissario straordinario (1991-1997) ha impedito che il Museo Bodoniano venisse chiuso.
Il suo lungo lavoro in Biblioteca Palatina/Museo Bodoniano sia da bibliotecario che da dirigente ha avuto come unici obiettivi: servire studenti e studiosi; incrementare l'importante l’acquisto di 47 manoscritti etiopici; aggiornare collezioni e periodici; e valorizzare il patrimonio conservato presso i due istituti attraverso numerose mostre, anche in collaborazione con altri enti culturali. Inoltre, per far conoscere  i due istituti istituisce  “Scuola in Palatina”, incontri con scolari e studenti d’ogni ordine e grado. Nel settembre 1991 i due istituti, parzialmente chiusi a causa del terremoto del 1983, riaprono al pubblico e sotto la sua direzione inizia l’informatizzazione dei servizi di schedatura.
Presso l'Università degli Studi di Parma è stato assistente nel corso di Storia del Risorgimento della facoltà di Magistero (1969-1975) e docente di Storia del disegno, dell'incisione e della grafica nella Facoltà di Lettere e Filosofia (1997-2002).
È stato Segretario (1991-2012) e poi Presidente (2012-2020) della Deputazione di Storia Patria per le Province Parmensi, e membro del Consiglio di amministrazione della Fondazione Magnani-Rocca (1991-2007).
Giornalista pubblicista dal 1989, ha collaborato con vari giornali e riviste, tra cui la Gazzetta di Parma, Aurea Parma e Vita nuova. Dal 1992 al 2007 è stato Direttore responsabile dell’Archivio storico per le province parmensi.
Socio del Rotary Club di Parma dal 1992, gli sono stati conferiti due premi  Paul Harris Fellow (1999 e 2019).
Nel 1970 si è sposato con Mirella Barigazzi, dalla quale ha avuto la figlia Cecilia.

## Riconoscimenti
- – Ufficiale dell'Ordine al merito della Repubblica italiana (1992)
- – Cavaliere dell'Ordine del merito sotto il titolo di San Lodovico (1997)
- – Cavaliere dell'Ordine Costantiniano di San Giorgio (1999)
- – Commendatore dell'Ordine al merito della Repubblica Italiana (2007)[2]

## Pubblicazioni
Alcune pubblicazioni di Leonardo Farinelli:
- La breve vita di "La Scintilla": un settimanale repubblicano e socialista parmense del secolo scorso, in Aurea Parma, 57 (1973) pp. 9-21
- Editoria per la gioventù. Mostra di testi scolastici stampati a Parma dal 1748 al 1847. Mostra e catalogo realizzati da L. Farinelli e Vito Orlando. Parma, 1979
- Biblioteca Palatina, in Mostra bibliografico-documentaria. La medicina nei secoli. Mostra e catalogo di L. Farinelli, Parma, 1980
- Il carteggio di Andrea Mazza conservato nella Biblioteca Palatina di Parma: i corrispondenti, in Archivio storico per le prov. Parm.si, XXXII (1980), pp. 179-211
- Guida artistica di Parma (con Giovanni Godi e Pier Paolo Mendogni), Artegrafica Silva, 1981
- Maria Luigia duchessa di Parma. Milano, Rusconi, 1983
- Paciaudi e i suoi corrispondenti. Parma, Biblioteca Palatina, 1985
- A Dante. Mostra di codici e edizioni dantesche, Mostra e catalogo a cura di L.F. Parma, 1988
- Le origini della stampa a Parma, in Comune di Parma, Territorio e città periodo dal Rinascimento all'Illuminismo. Parma, 1989
- Vita del Cavaliere Giambattista Bodoni Tipografo (con Corrado Mingardi), ed. Franco Maria Ricci, Milano, 1990 [4]
- Giambattista Bodoni: l'esperienza romana, in Bodoni. L'invenzione della semplicità. Parma, Ugo Guancia editore, 1990
- La scienza scritta e diffusa, in Comune di Parma, Il tempo e i luoghi del Correggio nella Parma del Rinascimento. Parma, Artegrafica Silva, 1990, pp. 45-58
- I tesori della Palatina. Mostra bibliografica a cura di L. Farinelli, Parma, 1990 [5]
- La Biblioteca Palatina di Parma, in Le grandi biblioteche dell'Emilia Romagna e del Montefeltro,  Casalecchio di Reno, ed. Grafis, 1991, pp. 115-145
- Piero Della Francesca, De prospetiva pingendi. A facsimile of Parma, Biblioteca Palatina, Ms. 1576. Bibliographical Note by Jane Andrews Aiken, ..., Broude intern. Edit., New York, 1992
- Parma e la storia della stampa nel '600 e nel '700, in Comune di Parma, Le dinastie ducali e la città. Parma, 1993, pp. 113-133
- Parma: da capitale a città di provincia, Silva editore, 1994
- Commemorazione di Angelo Ciavarella (1915-1993), ASPP, 45 (1993) pp. 33-39
- Le Raccolte delle Biblioteche statali, in Atlante dei beni culturali dell'Emilia Romagna, a cura di G. Adani e J. Bentini. [Bologna], Rolo Banca 1473, 1996, pp.75-90
- Biblioteca Palatina e Museo bodoniano, in Palazzo della Pilotta. Parma, Cassa di Risparmio di Parma, 1996
- I primi tentativi di associazionismo imprenditoriale (1889-1925),in Cento anni di associazionismo industriale a Parma. Parma, Silva Editore, 1996
- La Chiesa di Parma al tempo della formazione del giovane Conforti, in A Parma e nel Mondo. Atti delle ricorrenze saveriane (1994-1996), Parma, Silva, 1996
- La biblioteca di un bibliofilo che amò la lettura, in Federico Sozzi e i suoi libri. Scritti di Marco Pellegri, Tommaso Bionda, Giancarlo Artoni, Vincenzo Banzola, Ferruccio Micheli, Giorgio Pavarani, Leonardo Farinelli.
- Vescovi di Parma (sec. XVII- XX) - Bibliotecari della Biblioteca Palatina, Prototipografi parmensi, voci dell'Enciclopedia di Parma. A cura di Marzio Dall'Acqua. Milano, FMR, 1998
- Giuseppe Micheli dalle sue carte dai suoi libri. Mostra biobliografico-documentaria. Parma, Artegrafica Silva, 1999
- Ireneo Affò nel secondo centenario della morte (a cura di), Deputazione di storia patria per le province parmensi, 2002
- L'attività pastorale dei Frati Cappuccini nell'Ospedale della Misericordia, in Figure, luoghi e momenti di vita medica a Parma, a cura di M.O. Banzola, L. Farinelli R. Spocci. Parma, Silva editore, 2003
- I libri di Federico Sozzi, catalogo a cura di L. Farinelli e Cecilia Farinelli. Parma, Silva Editore, 2004
- I duellanti. Giuseppe Micheli e Cornelio Guerci. Saggi a cura di Leonardo Farinelli. Parma, Deputazione di Storia patria per le province parmensi, 2007
- La tradizione tipografico-editoriale a Parma, in "Storia di Parma I. I Caratteri originali". Parma, MUP, 2008
- L'Ordine di Malta e Paolo Maria Paciaudi, in Aurea Parma, maggio-agosto 2011
- I Governi ducali e nazionali e la Biblioteca Palatina, in La fine del Ducato. Atti del convegno.  Deputazione di storia patria per le province parmensi, Parma, 2012
- János Tamás Neuschel: il vescovo che non porse l'altra guancia, in Archivio storico, vol. 68
- Bibliografia sui Vescovi di Parma (lavoro in fieri)